# Gusztáv Szepesi
Gusztáv Szepesi (ur. 17 lipca 1939 w Miszkolcu, zm. 5 czerwca 1987 w Tatabányi) – piłkarz węgierski grający na pozycji obrońcy. W swojej karierze rozegrał 5 meczów w reprezentacji Węgier.

## Kariera klubowa
Karierę piłkarską Szepesi rozpoczynał w klubie Sajószentpéter. W 1959 roku został zawodnikiem Tatabánya Banyasz SC i w sezonie 1959/1960 zadebiutował w nim w pierwszej lidze węgierskiej. W klubie z miasta Tatabánya spędził całą swoją karierę i grał w nim bez osiągnięcia większych sukcesów do końca 1969 roku.

## Kariera reprezentacyjna
W reprezentacji Węgier Szepesi zadebiutował 13 czerwca 1965 roku w wygranym 1:0 spotkaniu eliminacji do MŚ 1966 z Austrią. W 1966 roku został powołany do kadry na Mistrzostwa Świata w Anglii. Tam wystąpił w trzech meczach: z Brazylią (3:1), z Bułgarią (3:1) i ćwierćfinale ze Związkiem Radzieckim (1:2), który był jego ostatnim w kadrze narodowej. Od 1965 do 1966 roku rozegrał w kadrze narodowej 5 meczów.
W 1964 roku Szepesi zdobył złoty medal na Igrzyskach Olimpijskich w Tokio.
| Mecze i gole w reprezentacji | Mecze i gole w reprezentacji | Mecze i gole w reprezentacji | Mecze i gole w reprezentacji | Mecze i gole w reprezentacji | Mecze i gole w reprezentacji | Mecze i gole w reprezentacji |
| #                            | Data                         | Stadion                      | Rywal                        | Wynik                        | Gol                          | Rozgrywki                    |
| 1965                         | 1965                         | 1965                         | 1965                         | 1965                         | 1965                         | 1965                         |
| ---------------------------- | ---------------------------- | ---------------------------- | ---------------------------- | ---------------------------- | ---------------------------- | ---------------------------- |
| 1.                           | 13.06.1965                   | Wiedeń, Austria              | Austria                      | 1:0                          | 0                            | el. MŚ 1966                  |
| 2.                           | 27.06.1965                   | Budapeszt, Węgry             | Włochy                       | 2:1                          | 0                            | towarzyski                   |
| 1966                         |                              |                              |                              |                              |                              |                              |
| 3.                           | 15.07.1966                   | Liverpool, Anglia            | Brazylia                     | 3:1                          | 0                            | MŚ 1966                      |
| 4.                           | 20.07.1966                   | Manchester, Anglia           | Bułgaria                     | 3:1                          | 0                            | MŚ 1966                      |
| 5.                           | 23.07.1966                   | Sunderland, Anglia           | ZSRR                         | 1:2                          | 0                            | MŚ 1966                      |